# Orestea (Stesicoro)
L'Orestea (Ὀρέστεια) è un ciclo di storie, raccolto in almeno due libri, che prendono spunto dalla mitologia greca, composto dal poeta Stesicoro. L'opera, oggi quasi interamente perduta, fu una delle fonti cui attinse Eschilo per la sua Orestea, composta dalle tragedie Agamennone, Coefore ed Eumenidi e dal dramma satiresco Proteo.

## Trama
La vicenda si svolge a Sparta.
In seguito all'omicidio di Agamennone, re della città, da parte della moglie Clitennestra, la nutrice salva il loro figlio Oreste, ancora bambino, affidandolo all'araldo Taltibio, che lo porta nella Focide. 
Anni dopo, Oreste torna con l'araldo nella sua città, poiché, su ordine del dio Apollo, deve vendicare l'omicidio del padre Agamennone. Una volta giunto, Oreste vede una donna (la sorella Elettra) che offre libagioni sulla tomba del padre; tali offerte vengono da Clitennestra, moglie ed assassina di Agamennone, spaventata da un terribile sogno. La nutrice di Elettra, lì presente, riconosce Taltibio, facilitando dunque il riconoscimento reciproco dei due fratelli. 
Viene ordito un piano, in seguito al quale Oreste uccide prima Egisto (amante della madre), poi la madre Clitennestra. In seguito a tale omicidio, Oreste viene perseguitato dalle Erinni, ma Apollo dona ad Oreste il proprio arco per potersi difendere.

## Analisi critica
Dell'Orestea di Stesicoro è stato possibile ricostruire sommariamente la trama, la cui conoscenza rimane parziale e i cui punti di contatto con il ciclo eschileo non sono precisabili con certezza..
I pochi frammenti del testo stesicoreo che sono giunti sino a noi, tuttavia, mostrano il debito che Eschilo «contrasse con il più antico poema sia in relazione alla materia mitica sia su specifici dettagli lessicali e suggestioni icastiche: primo fra tutti l'incubo di una serpe con la testa insanguinata nel sogno di Clitemnestra che compare anche nell'opera stesicorea».